# Picumnus olivaceus
El Picumnus olivaceus (carpenterito oliváceo) es una especie de ave piciforme, perteneciente a la familia Picidae, subfamilia Picumninae, del género Picumnus.

## Subespecies
- Picumnus olivaceus dimotus <small(>Bangs, 1903)
- Picumnus olivaceus eisenmanni (W. H. Phelps & Aveledo, 1966)
- Picumnus olivaceus flavotinctus (Ridgway, 1889)
- Picumnus olivaceus harterti (Hellmayr, 1909)
- Picumnus olivaceus malleolus (Wetmore, 1966)
- Picumnus olivaceus olivaceus (Lafresnaye, 1845)
- Picumnus olivaceus tachirensis (W. H. Phelps & Gilliard, 1941)

## Localización
Esta especie de ave y las subespecies, se encuentran localizadas en Guatemala, Honduras, Nicaragua, Costa Rica, Panamá, Colombia y Venezuela.